# Viorel Tănase
Viorel Tănase (n. 7 octombrie 1970, Galați, România) este fotbalist român retras din activitate și devenit antrenor. Echipe la care a jucat: 1988-1993 Oțelul Galați,1993-1994 Dinamo București,1994-1999 Oțelul Galați,1999-2001 Maccabi Netanya,2001-2003 Oțelul Galați,2003-2004 FC Argeș Pitești,2004-2007 Oțelul Galați.Ca antrenor: 2008-2009 Oțelul II,2009-2011 Dunărea Galați, 2012 Farul Constanța,2012-21013Oțelul Galați,2013-2014Sporting Club Bacău